# Communauté de communes du Pays de Corps
La communauté de communes du Pays de Corps est une ancienne communauté de communes française, située dans le département de l'Isère et la région Rhône-Alpes.
Depuis le 1er janvier 2014, sa fusion avec les communautés de communes de la Matheysine et des Vallées du Valbonnais, ainsi qu'avec dix communes non affiliées (Cognet, Marcieu, Mayres-Savel, Monteynard, Nantes-en-Ratier, Ponsonnas, Prunières, Saint-Arey, Saint-Honoré et Sousville) donne naissance à la communauté de communes de la Matheysine, du Pays de Corps et des Vallées du Valbonnais.

## Composition
La communauté de communes regroupait 13 communes :
| Nom                       | Code Insee | Gentilé                | Superficie (km2) | Population (dernière pop. légale) | Densité (hab./km2) |
| ------------------------- | ---------- | ---------------------- | ---------------- | --------------------------------- | ------------------ |
| Corps (siège)             | 38128      | Corpatus ou Corpensais | 11,22            | 491 (2014)                        | 44                 |
| Ambel                     | 38008      | Ambellons              | 4,83             | 18 (2014)                         | 3,7                |
| Beaufin                   | 38031      | Beaufinois             | 6,36             | 21 (2014)                         | 3,3                |
| Monestier-d'Ambel         | 38241      | Monestérons            | 11,02            | 21 (2014)                         | 1,9                |
| Pellafol                  | 38299      | Pellafolois            | 34,73            | 139 (2014)                        | 4                  |
| Quet-en-Beaumont          | 38329      | Quétourins             | 8,10             | 63 (2014)                         | 7,8                |
| Saint-Laurent-en-Beaumont | 38413      | Beaumontais            | 13,15            | 451 (2014)                        | 34                 |
| Saint-Michel-en-Beaumont  | 38428      | Saint-Michelons        | 8,04             | 33 (2014)                         | 4,1                |
| Saint-Pierre-de-Méaroz    | 38444      | Méarotins              | 4,64             | 134 (2014)                        | 29                 |
| Sainte-Luce               | 38414      | Saint-Luçois           | 7,95             | 42 (2014)                         | 5,3                |
| Les Côtes-de-Corps        | 38132      | Lou San-Dzuanous       | 9,83             | 66 (2014)                         | 6,7                |
| La Salette-Fallavaux      | 38469      | Salettus               | 22,29            | 71 (2014)                         | 3,2                |
| La Salle-en-Beaumont      | 38470      | Salletons              | 9,26             | 323 (2014)                        | 35                 |

## Culture

### Ciné Vadrouille
Cette section devrait être déplacée dans l'article Champsaur.
Pour plus d’informations, se reporter en page de discussion. (2 mars 2024)
Ciné Vadrouille est une association qui fait tourner des films. Elle a été créée en novembre 1996 par Christian Reynaud de Chauffayer et par Alain Mary d’Aspres les Corps. Au début c’était le Champsaur et le Valgaudemar qui étaient concernés puis très vite le Sud Isère commence à participer. On fait tourner un film par mois. Au milieu du film on coupe pour changer la bobine, cela fait deux parties en tout. Comme toute association, il y a un conseil d'administration, président, vice-président(s), secrétaire, vice secrétaire(s) trésorier, vice trésorier…
Les villes qui projettent régulièrement sont :
- Chaillol
- St Léger Les Mélèzes
- St Julien
- Le Forest
- La Chapelle
- St Maurice
- Chauffayer
- Le Glaizil
- Le Noyer
- St Firmin
- Lardier et Valença
- Aspres les Corps
- Lavaldens
- Entraigues
- La Salle en Beaumont
- Corps

#### École et cinéma
Les écoles de Corps, La salle en beaumont, Entraigues et Valbonnais sont concernés.
On fait tourner cinq films par an pour les Cycle 2, Cycle 3.
C'est une commission départementale qui choisit les films. Les enseignants s'inscrivent et nous sommes tous invités dans un cinéma à Grenoble pour voir les films que nous proposerons aux classes.

#### Les soirées exceptionnelles
Elles sont 2 ou 3 fois par an, sur des thèmes particuliers amenant à un débat avec des intervenants extérieurs (par exemple une soirée sur le thème des femmes battues en présence de diverses autres associations, d'assistantes sociales ext..)

#### Le principe de la tournée mensuelle
les films sont choisis par une commission programmation (élue en Assemblée générale), puis réservés auprès d'un distributeur de films (en général à Paris mais dépôt le plus souvent à Marseille), puis reçus en gare routière de Gap en 5 ou 6 petites bobines, puis assemblés sur 2 grosses bobines. Exemple : le film est projeté à Aspres, le lendemain, c'est l'équipe du Glaizil qui vient à Aspres pour récupérer film et projecteur pour faire sa projection, puis c'est la commune suivante qui vient au Glaizil pour récupérer film et matériel pour faire sa projection, et ainsi de suite….La dernière commune démonte le film, le remet sur des petites bobines et le renvoie à la gare routière de Gap au distributeur.

## Historique
Le 1er janvier 2014, la communauté de communes a fusionné dans la Communauté de communes de la Matheysine, du Pays de Corps et des Vallées du Valbonnais avec les Communautés de communes de la Matheysine et des Vallées du Valbonnais, ainsi que de dix communes non-affiliées (Cognet, Marcieu, Mayres-Savel, Monteynard, Nantes-en-Ratier, Ponsonnas, Prunières, Saint-Arey, Saint-Honoré et Sousville).

## Sources
- Le SPLAF